# 恰格达尔扎布内阁
恰格达尔扎布内阁为1921年3月至4月大蒙古国内阁。

## 沿革
1921年3月13日，蒙古临时人民政府成立，恰格达尔扎布出任该政府的总理。1921年4月16日，恰格达尔扎布被免职，并被该政府作为代表派赴乌梁海（今图瓦共和国）。道格索姆·鲍道此后接任总理，并兼任外交部长。

## 组成
- 总理：丹巴·恰格达尔扎布
- 副总理：那木萨赖
- 外交部部长：道格索姆·鲍道
- 内务部部长：？
- 司法部部长：？
- 财政部部长：？
- 军事部部长：？